# Monopattino elettrico

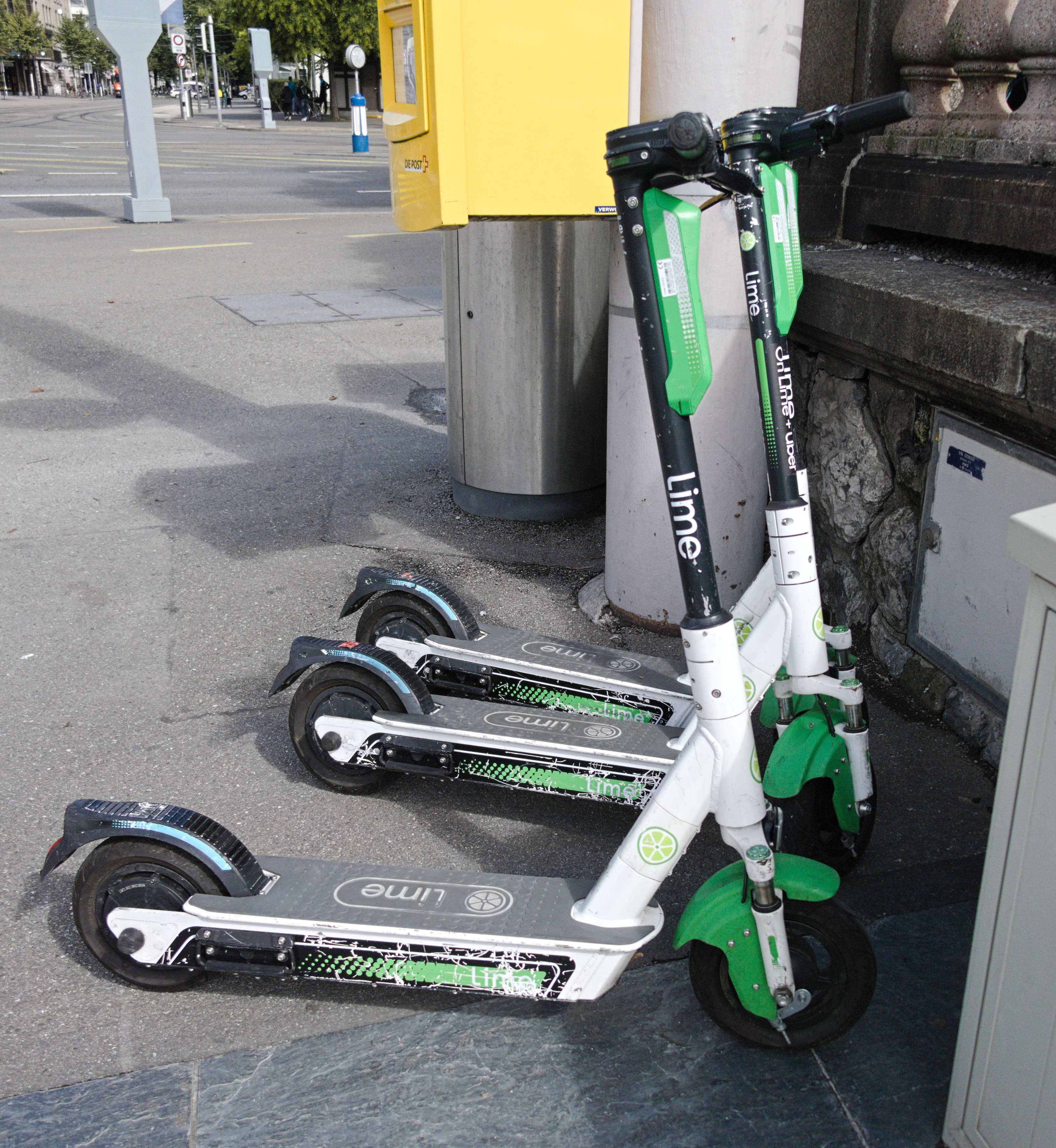
Monopattini elettrici a Zurigo

Il monopattino elettrico è un veicolo a propulsione elettrica.
I monopattini elettrici hanno avuto grande diffusione, soprattutto nelle città, a partire dagli anni 2010. Il loro successo è stato determinato dallo sviluppo di motori sufficientemente leggeri da poter essere montati su un tradizionale monopattino, e di batterie più efficienti, come quelle agli ioni di litio. Sono considerati mezzi di micromobilità, assieme ad altri mezzi di trasporto simili come segway, hoverboard e monowheel.

## Storia
Il primo brevetto fu depositato dall’inventore statunitense Arthur Hugh Cecil Gibson nel 1916. L’invenzione fu nota come “Autoped” ed era già molto simili ai modelli moderni. Il primo prototipo fu progettato nel 1913 ed il primo modello fu costruito nel 1915. Ad occuparsi della produzione, fu l’azienda Autoped Company che installò le proprie fabbriche sull'isola di Long Island a New York.

## Caratteristiche
I monopattini elettrici hanno generalmente due piccole ruote piene, con un telaio pieghevole, solitamente in alluminio. Tra le due ruote è presente una pedana per appoggiare i piedi, e il mezzo è governabile tramite un manubrio collegato alla ruota anteriore. Alcuni monopattini hanno tre o quattro ruote, o sono di plastica, o non sono pieghevoli. L'autonomia varia in genere da 5 a 50 km, e la velocità massima è di circa 30 km/h che per legge deve essere limitata ad un massimo di 20 km/h.
Dagli anni 2010 alcune società di bike sharing hanno iniziato a offrire servizi di condivisione di monopattini elettrici. Da allora questo segmento del mercato della micro-mobilità ha fatto grandi passi avanti, con numerosi monopattini elettrici che sono apparsi nelle principali città del mondo. Di pari passo, è diventata importante per i guidatori di monopattini elettrici la conoscenza delle regole del codice della strada.

## Normativa

### Italia

Segnaletica sperimentale per il monopattino elettrico

I monopattini elettrici sono soggetti in Italia alla legge 27/12/2020 n. 160 e sue integrazioni come da legge 28/02/2020 n. 8, articolo 33-bis, commi dal 75 al 75-septies. In breve sul territorio nazionale possono circolare solo i monopattini provvisti di motore elettrico con potenza entro 0,5 kW e velocità entro 20 km/h. Devono possedere i requisiti per l'omologazione ovvero: due freni (anteriore e posteriore), catadiottri, luce anteriore (bianca) e posteriore (rossa), indicatore di frenata (rosso), indicatori di svolta (frecce), segnalatore acustico o campanello. Il limite di età per poterli guidare è di 14 anni, con il vincolo che (indipendentemente dall'età) i guidatori devono indossare sempre obbligatoriamente il casco e un giubbotto catarifrangente (dal tramonto all'alba). Il Ministero dell'Interno fornisce un breve vademecum dei requisiti e delle regole.
I monopattini elettrici possono circolare esclusivamente nelle sedi stradali di aree urbane, ossia nelle strade asfaltate urbane dove già vige un limite massimo di velocità di 50 km/h per tutti i veicoli, ed è rigorosamente vietata la circolazione su piste ciclabili e su marciapiedi.
Va rimarcato che una regolamentazione sui mezzi di mobilità elettrici individuali non è supportata da linee guida europee, ma è demandata alle legislazioni dei singoli stati.
Il Decreto del Capo Dipartimento del Ministero delle infrastrutture e dei trasporti del 27 giugno 2025 ha introdotto l’obbligo di targatura posteriore per i monopattini elettrici. Questi veicoli utilizzeranno una targa propria, rettangolare (50 × 60 mm), con fondo bianco e caratteri alfanumerici neri stampato su supporto plastificato con i dati anagrafici del proprietario del mezzo. La numerazione sarà con tre caratteri alfabetici (da B a Z) e tre numerici (da 2 a 9).
Rappresentazione schematica:
| 001 |
| TOP |

### Spagna
La Direzione generale del traffico ha introdotto un pacchetto di misure per la sicurezza stradale che prevede il divieto per i minori di 16 anni di circolare con veicoli per la mobilità personale (come il monopattino elettrico) e la loro possibilità di circolare nelle sole aree urbane.
Il guidatore deve portare con sé un elemento luminoso (come un giubbotto riflettente) di notte o nelle situazioni di scarsa visibilità. Con un braccio devono avvisare della svolta a destra o sinistra o di qualsiasi cambio di direzione.

## Aziende
Aziende che producono o forniscono un servizio di monopattini
- Bird
- Lime
- Razor
- Segway Inc.
- Spin
- Xiaomi
- Nabi Boards
- Uber
- Helbiz
- Skip Scooters
- Minimotors
- RION
- Kaabo
- Yume
- WEPED
- Vsett
- Turbowheel
- Zero
- Apollo
- Currus
- NAMI
- Nanrobot
- Work's Electric
- Qiewa
- EVOLV
- Inokim
- Mercane
- EMOVE
- Inmotion
- AER
- Joyor
- Boosted
- Splach
- E-TWOW
- EcoReco
- Fiido
- Fluid Freeride
- Glion
- GOTRAX
- Hiboy
- Jetson
- Levy
- Macwheel
- Mongoose
- Swagtron
- TAUR
- Turboant
- Unagi
- Uscooters
- Varla
- Globber
- Mearth
- Beam
- Neuron
- Mii2

## Impatto ecologico
I monopattini elettrici, come qualsiasi altro mezzo di trasporto ha un suo impatto ambientale (g/km di CO2 per persona). Andando a confrontare il monopattino elettrico con altri mezzi di trasporto, nell'intera filiera di produzione, utilizzo, ricarica e smaltimento, esso risulta meno impattante solo rispetto ad alcuni mezzi ed in specifiche condizioni di utilizzo. Nel caso specifico dei monopattini a noleggio, alle emissioni legate alla produzione e all'utilizzo del mezzo devono essere considerate anche quelle legate alla raccolta e alla ricarica e alla distribuzione dei mezzi nell'area urbana.
Inoltre per via delle sue caratteristiche il monopattino elettrico ha una vita utile di molto inferiore rispetto ad altri mezzi di trasporto di tipo tradizionale, difatti specialmente i monopattini a noleggio in media hanno una vita utile di soli 24 mesi.
Si è notato come il monopattino a noleggio ha un impatto ambientale paragonabile ad un'auto elettrica con il solo guidatore o ad un'auto con motore endotermico con guidatore e due passeggeri, mentre risulta meno impattante rispetto ad un'automobile con motore endotermico con solo il guidatore, mentre se paragonato al trasporto pubblico (tradizionale o elettrico) risulta sempre più impattante